# HAOK Mladost Zagreb
Hrvatski Akademski Odbojkaški Klub Mladost mais conhecido como  HAOK Mladost Zagreb é um clube de voleibol masculino e feminino croata fundado no ano de 1945 em Zagreb.

## Histórico
O início das atividades e conquistas do clube deu-se a partir de 1945 troféus datam de 1945, quando um promissor pintor acadêmico, atuou como jogador e posteriormente treinador, Bojan Stranic, e  contando com, de Josip Virant,o departamento de voleibol do FD Akademiča foi fundado em 23 de junho de 1945.Desde 7 de julho de 1945, quando os jogadores do então odbojkaši Akademičara (precursor de Mladost) fizeram venceram sua primeira partida diante da equipe do hospital Kuniščak, já colocou o clube no rol dos grandes times da história da República Independente da Croácia, e ao longo de seus mais de 70 anos de história foi elevado a categoria de um time de tradição na Europa, também reconhecido por seu trabalho na formação das categorias de base; colecionando mais de mais de 100 troféus desde sua criação, na variante feminina e também na masculina, no ã,bito nacional, continental e mundial.

## Títulos
Voleibol masculino

### Nacionais
- Campeonato Jugoslavo: 17

1948, 1952, 1962, 1963, 1965, 1966, 1968, 1969, 1970, 1971, 1977, 1981, 1982, 1983, 1984, 1985, 1986
- Copa da Jugoslávia:8

1978, 1980, 1981, 1983, 1984, 1985, 1986, 1988
- Campeonato Croata: 21

1991-92, 1992-93, 1993-94, 1994-95, 1995-96, 1996-97, 1997-98, 1998-99, 1999-00, 2000-01,2001-02, 2002-03, 2005-06, 2006-07, 2007-08, 2009-10, 2010-11, 2017-18, 2018-19, 2020-21,2021-22
- Copa da Croácia:  22

1993, 1994, 1995, 1996, 1997, 1998, 2000, 2001, 2002, 2003,2004, 2005, 2006, 2008, 2009, 2013, 2014, 2015, 2016, 2018-19, 2019-20, 2021-22
- Supercopa da Croácia:  2

2016, 2017

### Internacionais
- CEV Champions League: 0
- MEVZA: 0

Voleibol feminino

### Nacionais
- Campeonato Jugoslavo: 5

1983-84, 1986-87, 1988-89, 1989-90, 1990-91
- Copa da Jugoslávia:7

1981, 1984, 1985, 1986, 1988, 1989, 1990
- Ficheiro:Coat of arms of Russian.svg Campeonato Russo: 0
- Vice-campeão:1992
- Campeonato Croata: 16

1992-93, 1993-94, 1994-95, 1995-96, 2001-02, 2002-03, 2003-04, 2004-05, 2005-06, 2013-14,2015-16, 2017-18, 2018-19, 2019-20, 2020-21, 2021-22
- Copa da Croácia: 11

1993, 1994, 1995, 2002, 2004, 2014, 2015, 2017-18, 2018-19, 2019-20, 2020-21, 2021-22
- Supercopa da Croácia:  0
- Vice-campeão:2016

### Internacionais
- Mundial de Clubes 0
- Terceiro lugar: 1991

- CEV Champions League: 1
- Campeão:1990-91
- Vice-campeão: 1991-92, 1993-94
- Terceiro lugar: 1992-93
- Copa CEV: 0

- MEVZA: 0